# Нек’ буде љубав
Нек’ буде љубав је четрнаести албум групе Црвена јабука. Албум садржи 16 пјесама и изашао је 2013. године у издању дискографске куће Кроација рекордс.

## О албуму
Албум је сниман у Београду и Загребу. Гости на овом албуму су били Кемал Монтено у пјесми Црвени пољупци на текст Златна Фазлића, Неверне бебе у пјесми Ово је крај, Карло Мартиновић у пјесми Вјерујем и Халид Бешлић у уживо извођеној пјесми Годинама. Пјесме Рођендан и Злато моје, добар дан је написала хрватска пјевачица Антонија Шола.
Албум је праћен спотовима за пјесме Имам неке форе, За њене очи, Рођендан и Често питам за тебе.

## Списак пјесама
| №   | Назив                             | Трајање |  |
| 1.  | Имам неке форе                    | 4:05    |  |
| 2.  | Мило моје                         | 3:55    |  |
| 3.  | За њене очи                       | 3:08    |  |
| 4.  | Рођендан                          | 4:01    |  |
| 5.  | Сарајлија                         | 3:53    |  |
| 6.  | Злато моје, добар дан             | 4:00    |  |
| 7.  | Често питам за тебе               | 4:00    |  |
| 8.  | Црвени пољупци                    | 3:01    |  |
| 9.  | Хоћеш - нећеш                     | 4:10    |  |
| 10. | Пријатељи моји                    | 3:53    |  |
| 11. | Ноћас липе опет не миришу на тебе | 3:49    |  |
| 12. | Бомбона                           | 3:15    |  |
| 13. | Вјерујем                          | 4:36    |  |
| 14. | Са тобом знам                     | 4:47    |  |
| 15. | Годинама (уживо)                  | 4:37    |  |
| 16. | Ово је крај                       | 3:48    |  |

## Турнеја
Албум је промовисан у Врању, Апатину, Зрењанину, Београду...